# Margot
Margot és una òpera en tres actes, composta per Joaquín Turina, que va compondre i instrumentar l'obra sobre un llibret de María Martínez Sierra. Interpretada per primer cop el 1914, porta el subtítol de «comèdia lírica en tres actes», els quals van quedar reduïts a dos en versions posteriors.

## Argument
L'argument se centra en el triangle amorós entre els protagonistes i se situa Sevilla i París. José Manuel decideix marxar a París amb els seus amics de Sevilla. En la seva estada a la gran ciutat, coneixerà a Margot, una cabaretera, la qual quedarà perdudament enamorada d'ell.
La trama segueix amb el retorn de José Manuel a Sevilla, deixant endarrere l'episodi viscut a París, per jurar-li amor etern a la seva parella, Amparo. Però Margot no pot oblidar-se d'ell i decideix viatjar a Sevilla durant la Setmana Santa i retrobar al seu amor.
La trobada s'esdevé quan José Manuel i Amparo estan veient la processó de la nit de Dijous Sant. Llavors, la Margot a través d'un nen que farà de missatger, advertirà a l'home de la seva presència. Quan José Manuel, incòmode i desesperat, veu la situació, aprofitant que Amparo comença a cantar una saeta, decideix anar a parlar amb Margot per aclarir-ho tot. Malgrat tot el conflicte, ell li diu a la francesa que és l'amor de la seva vida i, espantat, fuig fins a arribar al pas de palio.
La història d'amor té un final difús. Durant un temps, José Manuel es va veient amb Margot a l'esquena de la seva dona. Però, durant la Feria d'Abril, l'Amparo descobreix que el seu home li ha estat infidel amb la cabaretera. Això fa que es desencadeni una forta pressió sobre José Manuel i finalment, decideixi quedar-se amb Amparo.
L'obra acaba amb un trist cant de comiat a Margot.

## Estrena de l'obra
Turina, abans de l'estrena de la seva òpera, envia una carta a Víctor Espinós, explicant les seves motivacions davant de la realització d'aquesta peça.
En aquesta cita, s'hi observa la preocupació del compositor per no caure en la vulgaritat dels recursos estilístics que ell considera poc interessants i en mostrar part de la composició actual.

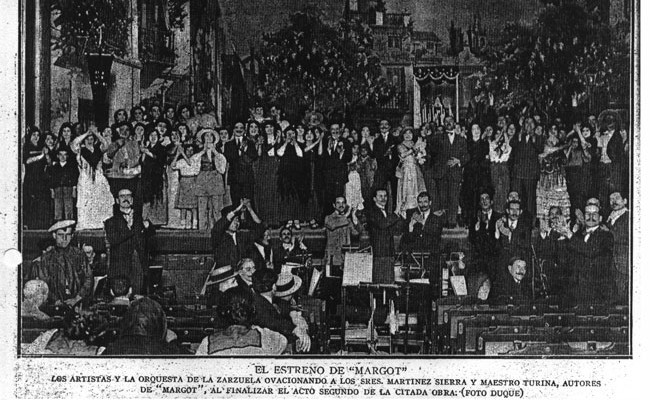
Estrena de l'òpera Margot

| «                                                          | […] Mis deseos y esperanzas al escribir Margot no son otros que ayudar al resurgimiento del drama lírico español, haciendo una partitura en la que la técnica, aunque sea compleja, no estorbe a la claridad; si el resurgimiento actual es un hecho, es precisa la colaboración del público, y a este señor no conviene darle el opio en música. He procedido como en casi todas mis obras, por eliminación, no empleando más materiales que los precisos. La trama de composición está bien clara y los temas son concretos. La armonía completamente moderna, evitando las cadencias vulgares y el contrapunto completamente eliminado, a excepción de un pequeño trozo fugado [...] | » |
| — Joaquín Turina, http://www.joaquinturina.com/opus11.html | |   |

## Reduccions de l'òpera
- Transcripcions de Turina[4]:
  - Cant i piano:
    - Cuplet de Margot (soprano)
    - Canción de Amparo (soprano)

  - Piano:
    - El triunfo de Afrodita
    - Cuadro de la procesión, andante expresivo (final del primer)
    - Fiesta andaluza

## Enregistraments sonors
- El triunfo de Afrodita
  - Antonio Soria - Edicions Albert Moraleda 6408 (10'07) - 1998
- Plazoleta de Sevilla en la noche del Jueves Santo
  - Antonio Soria - Edicions Albert Moraleda 6408 (7'06) - 1998

Existeixen dues gravacions magnetofòniques dutes a terme per la RNE (15 de setembre de 1999) i una altra realitzada per TVE (26 DE MARÇ DE 2000), d'una versió de concert en el Monumental Cinema de Madrid. Durada: 55'.